# A Királyok völgye sírjainak listája
Ez a Királyok völgyében található sírok listája az oda temetett emberek nevével. A sírokat a KV betűk, valamint egy szám jelöli, a szám azt mutatja, hányadikként lett felfedezve, pár kivétellel – néhány sír már az ókortól ismert, a KV5-öt pedig csak 1825-ben fedezték és a 2000-es években tárták fel. A sírok jelölésének ez a rendszere John Gardner Wilkinsontól származik, 1821-ből.
A legtöbb megtalált sír a Keleti völgyben található. A Nyugati völgyben található sírok számozása a Keleti völgyét követi, itt csak négy sír tulajdonosa ismert.
| KV1 KV2 KV3 KV4 KV5 KV6 KV7 KV8 KV9 KV10 KV11 KV12 KV13 KV14 KV15 KV16 KV17 KV18 KV19 KV20 KV21 WV22 WV23 WV25 KV26 KV28 KV29 KV30 KV31 KV32 KV34 KV35 KV36 KV37 KV38 KV40 KV42 KV43 KV44 KV45 KV46 KV47 KV48 KV54 KV55 KV56 KV57 KV58 KV59 KV61 KV62 KV63 A Királyok völgye sírjainak elhelyezkedése |

| Felfedezés éve | Szám | Tulajdonos                                              | Tulajdonos rangja      | Díszített | Megjegyzés                                                                               |
| -------------- | ---- | ------------------------------------------------------- | ---------------------- | --------- | ---------------------------------------------------------------------------------------- |
| ókor           | KV1  | VII. Ramszesz                                           | fáraó                  | igen      |                                                                                          |
| ókor           | KV2  | IV. Ramszesz                                            | fáraó                  | igen      |                                                                                          |
| ókor           | KV3  | III. Ramszesz egy ismeretlen fia                        | herceg                 | igen      |                                                                                          |
| ókor           | KV4  | XI. Ramszesz                                            | fáraó                  | igen      |                                                                                          |
| 1825           | KV5  | II. Ramszesz fiai                                       | hercegek               | igen      | Valószínűleg a legnagyobb sír; eddig 130 helyiségét tárták fel.                          |
| ókor           | KV6  | IX. Ramszesz                                            | fáraó                  | igen      |                                                                                          |
| ókor           | KV7  | II. Ramszesz                                            | fáraó                  | igen      |                                                                                          |
| ókor           | KV8  | Merenptah                                               | fáraó                  | igen      |                                                                                          |
| ókor           | KV9  | V. Ramszesz és VI. Ramszesz                             | fáraók                 | igen      | Memnón sírjaként is ismert                                                               |
| ókor           | KV10 | Amenmessze                                              | fáraó                  | igen      |                                                                                          |
| ókor           | KV11 | III. Ramszesz                                           | fáraó                  | igen      |                                                                                          |
| ókor           | KV12 | ismeretlen                                              |                        | nem       | feltehetőleg családi sírbolt                                                             |
| ókor           | KV13 | Bay kancellár, később Amonherkhopsef és Montuherkhopsef | nemesember / hercegek  | igen      |                                                                                          |
| ókor           | KV14 | Tauszert, később Széthnaht                              | fáraók                 | igen      |                                                                                          |
| ókor           | KV15 | II. Széthi                                              | fáraó                  | igen      |                                                                                          |
| 1817           | KV16 | I. Ramszesz                                             | fáraó                  | igen      |                                                                                          |
| 1817           | KV17 | I. Széthi                                               | fáraó                  | igen      |                                                                                          |
| ókor           | KV18 | X. Ramszesz                                             | fáraó                  | igen      |                                                                                          |
| ókor           | KV19 | Montuherkhopsef                                         | herceg                 | igen      |                                                                                          |
| 1799 előtt     | KV20 | I. Thotmesz és Hatsepszut                               | fáraók                 | igen      |                                                                                          |
| 1817           | KV21 | két XVIII. dinasztiabeli hölgy                          | hercegnők v. királynék | nem       | az egyikük talán Anheszenamon                                                            |
| 1799 előtt     | WV22 | III. Amenhotep                                          | fáraó                  | igen      |                                                                                          |
| 1845           | WVA  |                                                         |                        | nem       | Raktárhelyiség III. Amenhotep közeli sírjához                                            |
| 1816           | WV23 | Ay                                                      | fáraó                  | igen      | Az egyetlen sír a Nyugati völgyben, ami látogatható                                      |
| 1832 előtt     | WV24 | ismeretlen                                              |                        | nem       |                                                                                          |
| 1817           | WV25 | ismeretlen                                              |                        | nem       | Talán Ehnaton első, Thébában készült sírja volt; befejezetlen                            |
| 1835 előtt     | KV26 | ismeretlen                                              |                        | ?         |                                                                                          |
| 1832 előtt     | KV27 | ismeretlen                                              |                        | nem       |                                                                                          |
| 1832 előtt     | KV28 | ismeretlen                                              |                        | nem       |                                                                                          |
| 1832 előtt     | KV29 | ismeretlen                                              |                        | nem       | valószínűleg befejezetlen                                                                |
| 1817           | KV30 | ismeretlen                                              |                        | nem       | Lord Belmore sírjaként is ismert                                                         |
| 1817           | KV31 | ismeretlen                                              |                        | nem       |                                                                                          |
| 1898           | KV32 | Tiaa                                                    | királyné               | nem       |                                                                                          |
| 1898           | KV33 | ismeretlen                                              |                        | nem       | nem királyi                                                                              |
| 1898           | KV34 | III. Thotmesz                                           | fáraó                  | igen      |                                                                                          |
| 1898           | KV35 | II. Amenhotep                                           | fáraó                  | igen      | Több más múmiát is idemenekítettek sírrablók elől                                        |
| 1899           | KV36 | Maiherperi                                              | nemesember             | igen      |                                                                                          |
| 1899           | KV37 | ismeretlen                                              |                        | nem       |                                                                                          |
| 1899           | KV38 | I. Thotmesz                                             | fáraó                  | kevéssé   | Újratemették, eredeti sírja a KV20                                                       |
| 1899           | KV39 | Valószínűleg I. Amenhotep                               | fáraó                  | eltűnt    |                                                                                          |
| 1899           | KV40 | ismeretlen                                              |                        | nem       |                                                                                          |
| 1899           | KV41 | ismeretlen                                              |                        | nem       | talán Tetiseri sírja                                                                     |
| 1900           | KV42 | Szennofer                                               | nemesember             | kevéssé   | Eredetileg Meritré-Hatsepszutnak készült, de nem temették ide                            |
| 1903           | KV43 | IV. Thotmesz                                            | fáraó                  | igen      |                                                                                          |
| 1901           | KV44 | ismeretlen                                              |                        | nem       | a XXII. dinasztia idején felhasználták Tentkerer úrnő temetéséhez                        |
| 1902           | KV45 | Uszerhat                                                | nemesember             | nem       |                                                                                          |
| 1905           | KV46 | Juja és Tuja                                            | nemesek                | nem       | Tutanhamon sírjának felfedezéséig a legszebben fennmaradt ismert temetkezés a Völgyben   |
| 1905           | KV47 | Sziptah                                                 | fáraó                  | igen      |                                                                                          |
| 1906           | KV48 | Amenemopet Pairi                                        | nemesember             | nem       | a TT29-be temették                                                                       |
| 1906           | KV49 | ismeretlen                                              |                        | nem       |                                                                                          |
| 1906           | KV50 | állatok                                                 |                        | nem       | talán II. Amenhotep állatai                                                              |
| 1906           | KV51 | állatok                                                 |                        | nem       | talán II. Amenhotep állatai                                                              |
| 1906           | KV52 | állatok                                                 |                        | nem       | talán II. Amenhotep állatai                                                              |
| 1905           | KV53 | ismeretlen                                              |                        | nem       |                                                                                          |
| 1907           | KV54 | ismeretlen                                              |                        | nem       | felfedezésekor tévesen Tutanhamon sírjaként azonosították                                |
| 1907           | KV55 | Ehnaton (?)                                             | fáraó                  | nem       |                                                                                          |
| 1908           | KV56 | ismeretlen                                              |                        | nem       | „Aranysír” néven ismert                                                                  |
| 1908           | KV57 | Horemheb                                                | fáraó                  | igen      |                                                                                          |
| 1909           | KV58 | ismeretlen                                              |                        | nem       | „Harci kocsizók sírja”-ként ismert                                                       |
| 1906           | KV59 | ismeretlen                                              |                        | nem       | sírkezdemény                                                                             |
| 1903           | KV60 | Szitré                                                  | nemes hölgy            | kevéssé   | Hatsepszut dajkájának sírja; Hatsepszut múmiája is innen került elő                      |
| 1910           | KV61 | ismeretlen                                              |                        | nem       | Valószínűleg nem temettek bele                                                           |
| 1922           | KV62 | Tutanhamon                                              | fáraó                  | igen      | Az első, nagyrészt érintetlen fáraósír, melyet eddig találtak; a Völgy leghíresebb sírja |
| 2005           | KV63 | ismeretlen                                              |                        | nem       | Valószínűleg raktárnak használták a mumifikálás során                                    |
| 2011           | KV64 | Nehmeszbasztet                                          | nemes hölgy            | nem       |                                                                                          |
| 2008           | KV65 | ismeretlen                                              |                        | ?         |                                                                                          |

KVB – KVT  – Ezeket a vermeket nem temetkezésre használták, bár némelyikük eredetileg lehet, hogy sírnak készült.

## Deir el-Bahri
DB320 – Hatsepszut híres temploma közelében található. Ebben a sírban számos múmiát találtak – köztük Egyiptom leghíresebb fáraói közül néhányét –, némelyiket mások koporsóiban. Sok közülük még azonosítatlan.